# Amblyolpium salomonense
Amblyolpium salomonense es una especie de arácnido del orden Pseudoscorpionida de la familia Olpiidae.

## Distribución geográfica
Se encuentra en las Islas Salomón.